# 捷克科学院

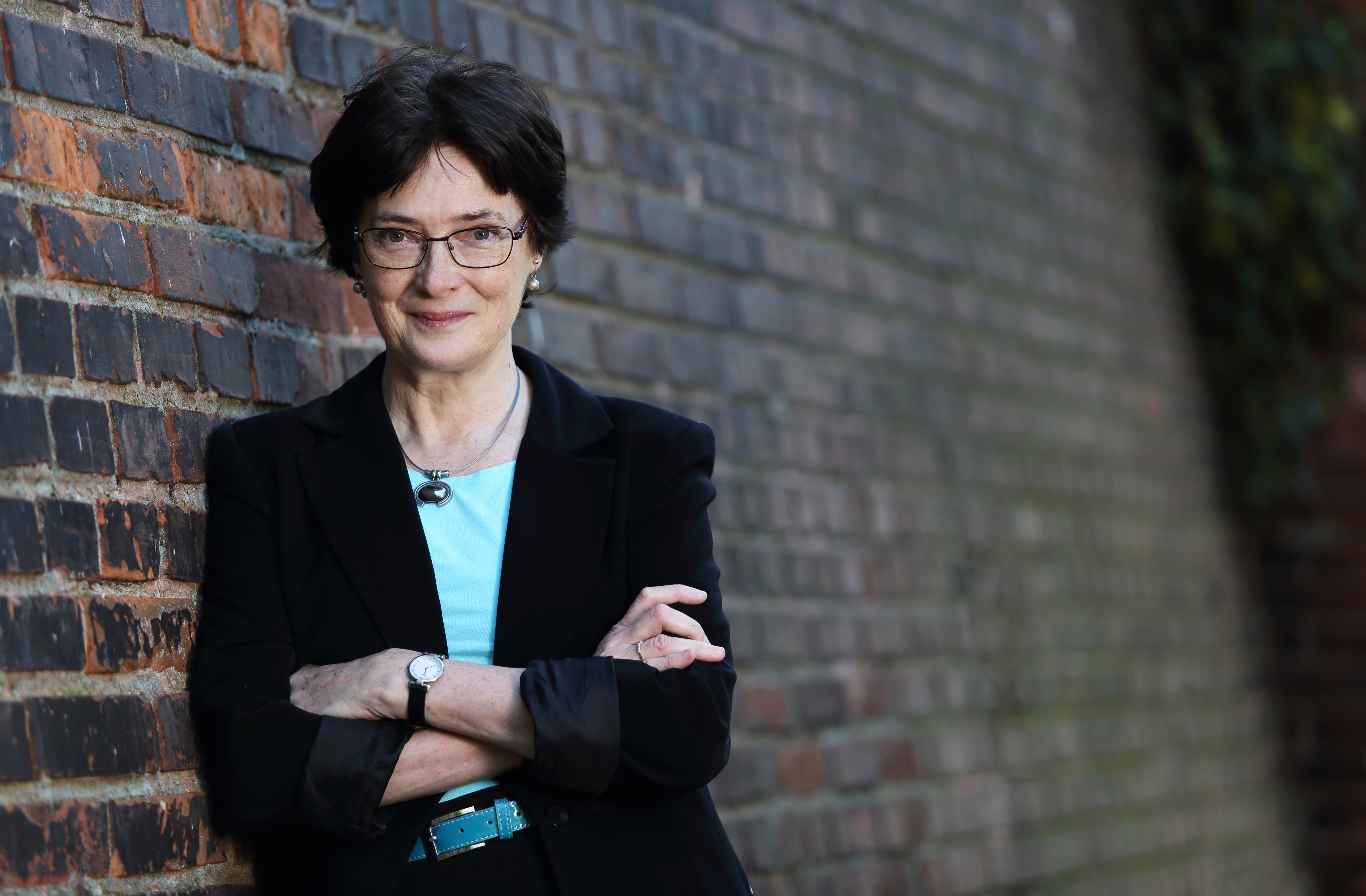
捷克科學院院長伊娃·札日曼洛娃

捷克科学院（简称 CAS，缩写：AV ČR）由捷克斯洛伐克的捷克国家委员会（今捷克眾議院）于1992年成立，为前捷克斯洛伐克科学院的捷克继承機構，其起源可追溯到1784年成立的皇家波西米亚科学学会和1890年成立的皇帝弗朗茨约瑟夫捷克科学、文学和艺术学院。科学院是捷克較傑出的非大学公共研究机构，进行基础和战略应用研究。
捷克科學院下设数学、物理与地球科学部、化学与生命科学部、人文社会科学部三个学部，目前管理一个由60个研究机构和5个支持单位组成的网络，共有6,400名员工，其中一半以上是受过大学培训的研究人员和博士学者。
科学院的总部和四十个研究机构位于首都布拉格，其余的机构分布在全国各地。

## 歷史
捷克科學院成立於1992年，承襲該國先前的部分科研機構：
- 皇家波西米亞科學學會（英语：Royal Bohemian Society of Sciences）（1784－1952年）
- 捷克科學域藝術學院（捷克語：Česká akademie věd a umění）（1890－1952年）
- 捷克斯洛伐克科學院（英语：Czechoslovak Academy of Sciences）（1953－1992年）

2010年，捷克科學院採取開放訪問授權，使其研究成果可免費閱讀和重新使用。

### 連結
1. ↑  . OpenAIRE（英语：Framework Programmes for Research and Technological Development）. （原始内容存档于2016-08-05） （英语）.

### 書籍
- Franc, Martin; Mádlová, Vlasta. . Prague: Academia. 2014. ISBN 9788020023407 （英语及捷克语）.